# Johto
Johto (Japans: ジョウト地方, Jōto-chihō) is een van de Pokémonregio's binnen de fictieve Pokémonwereld. Het is een bergachtig gebied. In elk van deze regio's kunnen acht badges worden verzameld, door acht gymleiders te verslaan in Pokémongevechten. Daarna kunnen de elite vier en de kampioen uitgedaagd worden in de Pokémon League. Als deze verslagen worden, is de speler zelf kampioen. De Pokémon League kan hierna echter nog herspeeld worden, met dezelfde tegenstanders.
Johto grenst direct aan de regio Kanto, waarmee het een grote landmassa vormt en ook de Pokémon League mee deelt.

## Starterpokémon
In Johto kun je in de videospellen aan het begin van je Pokémonreis kiezen uit drie verschillende starterpokémon met verschillende typen. Deze zijn:
- Chikorita (grastype)
- Cyndaquil (vuurtype)
- Totodile (watertype)

## Gyms
In de regio Johto heb je de volgende acht gyms:
1. Violet City Gym van Falkner met vliegtype Pokémon
2. Azalea Town Gym van Bugsy met insecttype Pokémon
3. Goldenrod City Gym van Whitney met normaal type Pokémon
4. Ecruteak City Gym van Morty met geesttype Pokémon
5. Cianwood City Gym van Chuck met vechttype Pokémon
6. Olivine City Gym van Jasmine met staaltype Pokémon
7. Mahogany Town Gym van Pryce met ijstype Pokémon
8. Blackthorn City Gym van Clair met draaktype Pokémon

## Anime en spellen
De regio werd geïntroduceerd in Pokémon Gold en Silver en Pokémon Crystal. Hierbij werd ook de Pokégear geïntroduceerd, een soort multifunctioneel gadget in de spellen waarmee onder andere een landkaart van Johto zichtbaar kon worden gemaakt. Later werden de remakes Pokémon HeartGold en SoulSilver uitgebracht. Het derde, vierde en vijfde seizoen van de animatieserie vinden plaats in de regio Johto.

## Ligging en plaatsnamen
De namen van de Johto-steden en -dorpen zijn gebaseerd op verschillende typen planten en bomen. Johto ligt direct ten westen van Kanto, ten zuiden van Sinnoh en ten noordoosten van Hoenn. Het is gebaseerd op de Japanse regio's Kansai en Tokai.